# Silent Witness/Episodenliste

Logo zur Serie

Diese Episodenliste enthält alle Folgen der britischen Fernsehserie Silent Witness.
In Deutschland ist die Serie unter verschiedenen Titeln bekannt, die sich anfangs am Namen der Hauptperson orientierten. So wurden die Staffeln 1 bis 7 unter dem Titel Gerichtsmedizinerin Dr. Samantha Ryan ausgestrahlt, die Staffeln 8 und 9 liefen unter dem Titel Gerichtsmediziner Dr. Leo Dalton. Von den Staffeln 10 bis 12 gibt es keine deutschsprachigen Versionen. Alle weiteren Staffeln haben auch für Deutschland den Titel Silent Witness übernommen. Die Sortierung folgt der britischen Erstausstrahlung. Jede Episode wurde im Vereinigten Königreich zweigeteilt zumeist an aufeinanderfolgenden Tagen oder mit einer Woche Abstand ausgestrahlt. Derzeit umfasst die Serie 27 Staffeln mit insgesamt 248 Episoden.

## Staffel 1
| Nr. (ges.) | Nr. (St.) | Deutscher Titel               | Originaltitel               | Erstausstrahlung UK | Deutschsprachige Erstausstrahlung (RTL) | Regie        | Drehbuch       |
| ---------- | --------- | ----------------------------- | --------------------------- | ------------------- | --------------------------------------- | ------------ | -------------- |
| 1          | 1         | Mädchentod – Teil 1           | Buried Lies (1)             | 21. Feb. 1996       | 15. Juni 2000                           | Harry Hook   | Kevin Hood     |
| 2          | 2         | Mädchentod – Teil 2           | Buried Lies (2)             | 22. Feb. 1996       | 15. Juni 2000                           | Harry Hook   | Kevin Hood     |
| 3          | 3         | Nacht ohne Ende – Teil 1      | Long Days, Short Nights (1) | 28. Feb. 1996       | 29. Juni 2000                           | Mike Barker  | Ashley Pharoah |
| 4          | 4         | Nacht ohne Ende – Teil 2      | Long Days, Short Nights (2) | 29. Feb. 1996       | 29. Juni 2000                           | Mike Barker  | Ashley Pharoah |
| 5          | 5         | Countdown zum Tod – Teil 1    | Darkness Visible (1)        | 13. März 1996       | 13. Juli 2000                           | Noella Smith | Ashley Pharoah |
| 6          | 6         | Countdown zum Tod – Teil 2    | Darkness Visible (2)        | 14. März 1996       | 13. Juli 2000                           | Noella Smith | Ashley Pharoah |
| 7          | 7         | Tödliche Traditionen – Teil 1 | Sins Of The Fathers (1)     | 27. März 1996       | 20. Juli 2000                           | Ben Bolt     | Kevin Hood     |
| 8          | 8         | Tödliche Traditionen – Teil 2 | Sins Of The Fathers (2)     | 28. März 1996       | 20. Juli 2000                           | Ben Bolt     | Kevin Hood     |

## Staffel 2
| Nr. (ges.) | Nr. (St.) | Deutscher Titel                         | Originaltitel               | Erstausstrahlung UK | Deutschsprachige Erstausstrahlung (RTL) | Regie              | Drehbuch                          |
| ---------- | --------- | --------------------------------------- | --------------------------- | ------------------- | --------------------------------------- | ------------------ | --------------------------------- |
| 9          | 1         | Blut, Schweiß und Tränen – Teil 1       | Blood, Sweat And Tears (1)  | 14. Feb. 1997       | 27. Juli 2000                           | Julian Jarrold     | John Milne                        |
| 10         | 2         | Blut, Schweiß und Tränen – Teil 2       | Blood, Sweat And Tears (2)  | 21. Feb. 1997       | 27. Juli 2000                           | Julian Jarrold     | John Milne                        |
| 11         | 3         | Ich bringe dich in den Himmel! – Teil 1 | Cease Upon The Midnight (1) | 28. Feb. 1997       | 3. Aug. 2000                            | Catherine Morshead | John Milne, Jacqueline Holborough |
| 12         | 4         | Ich bringe dich in den Himmel! – Teil 2 | Cease Upon The Midnight (2) | 7. März 1997        | 3. Aug. 2000                            | Catherine Morshead | John Milne, Jacqueline Holborough |
| 13         | 5         | Böse Liebe – Teil 1                     | Only The Lonely (1)         | 21. März 1997       | 10. Aug. 2000                           | Nicholas Laughland | Gillian Richmond                  |
| 14         | 6         | Böse Liebe – Teil 2                     | Only The Lonely (2)         | 28. März 1997       | 10. Aug. 2000                           | Nicholas Laughland | Gillian Richmond                  |
| 15         | 7         | …und die Welt ist gegen Dich! – Teil 1  | Friends Like These (1)      | 4. Apr. 1997        | 17. Aug. 2000                           | Richard Signy      | Peter Lloyd                       |
| 16         | 8         | …und die Welt ist gegen Dich! – Teil 2  | Friends Like These (2)      | 11. Apr. 1997       | 17. Aug. 2000                           | Richard Signy      | Peter Lloyd                       |

## Staffel 3
| Nr. (ges.) | Nr. (St.) | Deutscher Titel                    | Originaltitel            | Erstausstrahlung UK | Deutschsprachige Erstausstrahlung (RTL) | Regie         | Drehbuch       |
| ---------- | --------- | ---------------------------------- | ------------------------ | ------------------- | --------------------------------------- | ------------- | -------------- |
| 17         | 1         | Tod einer Freundin – Teil 1        | An Academic Exercise (1) | 19. März 1998       | 24. Aug. 2000                           | Jonas Grimås  | Tony McHale    |
| 18         | 2         | Tod einer Freundin – Teil 2        | An Academic Exercise (2) | 26. März 1998       | 24. Aug. 2000                           | Jonas Grimås  | Tony McHale    |
| 19         | 3         | Gefallener Engel – Teil 1          | Fallen Idol (1)          | 2. Apr. 1998        | 7. Sep. 2000                            | Alex Pillai   | Gwyneth Hughes |
| 20         | 4         | Gefallener Engel – Teil 2          | Fallen Idol (2)          | 9. Apr. 1998        | 7. Sep. 2000                            | Alex Pillai   | Gwyneth Hughes |
| 21         | 5         | Drogenteufel – Teil 1              | Divided Loyalties (1)    | 15. Apr. 1998       | 14. Sep. 2000                           | Bill Anderson | Niall Leonard  |
| 22         | 6         | Drogenteufel – Teil 2              | Divided Loyalties (2)    | 23. Apr. 1998       | 14. Sep. 2000                           | Bill Anderson | Niall Leonard  |
| 23         | 7         | Hass nimmt dir das Leben! – Teil 1 | Brothers In Arms (1)     | 30. Apr. 1998       | 21. Sep. 2000                           | Ian Knox      | John Milne     |
| 24         | 8         | Hass nimmt dir das Leben! – Teil 2 | Brothers In Arms (2)     | 7. Mai 1998         | 21. Sep. 2000                           | Ian Knox      | John Milne     |

## Staffel 4
| Nr. (ges.) | Nr. (St.) | Deutscher Titel              | Originaltitel         | Erstausstrahlung UK | Deutschsprachige Erstausstrahlung (RTL) | Regie         | Drehbuch      |
| ---------- | --------- | ---------------------------- | --------------------- | ------------------- | --------------------------------------- | ------------- | ------------- |
| 25         | 1         | Gebrochene Flügel – Teil 1   | Gone Tomorrow         | 31. Mai 1999        | 23. Mai 2002                            | Matthew Evans | Niall Leonard |
| 26         | 2         | Gebrochene Flügel – Teil 2   | Gone Tomorrow (2)     | 8. Juni 1999        | 23. Mai 2002                            | Matthew Evans | Niall Leonard |
| 27         | 3         | Schlüssel zur Hölle – Teil 1 | A Kind Of Justice (1) | 29. Juni 1999       | 6. Juni 2002                            | Richard Signy | Peter Lloyd   |
| 28         | 4         | Schlüssel zur Hölle – Teil 2 | A Kind Of Justice (2) | 6. Juli 1999        | 6. Juni 2002                            | Richard Signy | Peter Lloyd   |
| 29         | 5         | Opfer Nr. 10 – Teil 1        | A Good Body (1)       | 15. Juni 1999       | 13. Juni 2002                           | David Thacker | J. C. Wilsher |
| 30         | 6         | Opfer Nr. 10 – Teil 2        | A Good Body (2)       | 22. Juni 1999       | 13. Juni 2002                           | David Thacker | J. C. Wilsher |

## Staffel 5
| Nr. (ges.) | Nr. (St.) | Deutscher Titel            | Originaltitel        | Erstausstrahlung UK | Deutschsprachige Erstausstrahlung (RTL) | Regie         | Drehbuch      |
| ---------- | --------- | -------------------------- | -------------------- | ------------------- | --------------------------------------- | ------------- | ------------- |
| 31         | 1         | Verwundete Seelen – Teil 1 | The World Cruise (1) | 11. Dez. 2000       | 26. März 2003                           | Coky Giedroyc | Tony McHale   |
| 32         | 2         | Verwundete Seelen – Teil 2 | The World Cruise (2) | 18. Dez. 2000       | 26. März 2003                           | Coky Giedroyc | Tony McHale   |
| 33         | 3         | Feuer mit Feuer – Teil 1   | Two Below Zero (1)   | 12. Feb. 2001       | 2. Apr. 2003                            | Rob Evans     | Tom Needham   |
| 34         | 4         | Feuer mit Feuer – Teil 2   | Two Below Zero (2)   | 19. Feb. 2001       | 2. Apr. 2003                            | Rob Evans     | Tom Needham   |
| 35         | 5         | Wunder – Teil 1            | Faith (1)            | 16. März 2001       | 16. Apr. 2003                           | Paul Unwin    | Stephen Brady |
| 36         | 6         | Wunder – Teil 2            | Faith (2)            | 23. März 2001       | 16. Apr. 2003                           | Paul Unwin    | Stephen Brady |

## Staffel 6
| Nr. (ges.) | Nr. (St.) | Deutscher Titel           | Originaltitel     | Erstausstrahlung UK | Deutschsprachige Erstausstrahlung (RTL) | Regie           | Drehbuch         |
| ---------- | --------- | ------------------------- | ----------------- | ------------------- | --------------------------------------- | --------------- | ---------------- |
| 37         | 1         | Wespennest – Teil 1       | The Fall Out (1)  | 28. Okt. 2002       | 20. Juni 2005                           | Coky Giedroyc   | Tony McHale      |
| 38         | 2         | Wespennest – Teil 2       | The Fall Out (2)  | 29. Okt. 2002       | 20. Juni 2005                           | Coky Giedroyc   | Tony McHale      |
| 39         | 3         | Rätselmord – Teil 1       | Kith And Kill (1) | 5. Nov. 2002        | 27. Juni 2005                           | Renny Rye       | Peter Lloyd      |
| 40         | 4         | Rätselmord – Teil 2       | Kith And Kill (2) | 6. Nov. 2002        | 27. Juni 2005                           | Renny Rye       | Peter Lloyd      |
| 41         | 5         | Sieben Jahre tot – Teil 1 | Tell No Tales (1) | 19. Nov. 2002       | 11. Juli 2005                           | John Duthie     | Avril E. Russell |
| 42         | 6         | Sieben Jahre tot – Teil 2 | Tell No Tales (2) | 20. Nov. 2002       | 11. Juli 2005                           | John Duthie     | Avril E. Russell |
| 43         | 7         | Denkzettel – Teil 1       | Closed Ranks (1)  | 26. Nov. 2002       | 4. Juli 2005                            | Paul Wroblewski | Tony McHale      |
| 44         | 8         | Denkzettel – Teil 2       | Closed Ranks (2)  | 27. Nov. 2002       | 4. Juli 2005                            | Paul Wroblewski | Tony McHale      |

## Staffel 7
| Nr. (ges.) | Nr. (St.) | Deutscher Titel                 | Originaltitel        | Erstausstrahlung UK | Deutschsprachige Erstausstrahlung (RTL) | Regie           | Drehbuch         |
| ---------- | --------- | ------------------------------- | -------------------- | ------------------- | --------------------------------------- | --------------- | ---------------- |
| 45         | 1         | Inferno – Teil 1                | Answering Fire (1)   | 11. Okt. 2003       | 18. Juli 2005                           | Nicholas Renton | Dusty Hughes     |
| 46         | 2         | Inferno – Teil 2                | Answering Fire (2)   | 12. Okt. 2003       | 18. Juli 2005                           | Nicholas Renton | Dusty Hughes     |
| 47         | 3         | Schlimmer als der Tod? – Teil 1 | Fatal Error (1)      | 18. Okt. 2003       | 25. Juli 2005                           | Renny Rye       | Michael Crompton |
| 48         | 4         | Schlimmer als der Tod? – Teil 2 | Fatal Error (2)      | 19. Okt. 2003       | 25. Juli 2005                           | Renny Rye       | Michael Crompton |
| 49         | 5         | Aufschlag – Teil 1              | Running On Empty (1) | 25. Okt. 2003       | 1. Aug. 2005                            | Jon East        | Ed Whitmore      |
| 50         | 6         | Aufschlag – Teil 2              | Running On Empty (2) | 26. Okt. 2003       | 1. Aug. 2005                            | Jon East        | Ed Whitmore      |
| 51         | 7         | Moral ohne Unschuld – Teil 1    | Beyond Guilt (1)     | 1. Nov. 2003        | 8. Aug. 2005                            | Renny Rye       | Michael Crompton |
| 52         | 8         | Moral ohne Unschuld – Teil 2    | Beyond Guilt (2)     | 2. Nov. 2003        | 8. Aug. 2005                            | Renny Rye       | Michael Crompton |

## Staffel 8
| Nr. (ges.) | Nr. (St.) | Deutscher Titel                        | Originaltitel      | Erstausstrahlung UK | Deutschsprachige Erstausstrahlung (RTL/RTL Crime) | Regie             | Drehbuch         |
| ---------- | --------- | -------------------------------------- | ------------------ | ------------------- | ------------------------------------------------- | ----------------- | ---------------- |
| 53         | 1         | Heimkehr – Teil 1                      | A Time To Heal (1) | 5. Sep. 2004        | 15. Aug. 2005                                     | Ashley Pearce     | Stephen Brady    |
| 54         | 2         | Heimkehr – Teil 2                      | A Time To Heal (2) | 6. Sep. 2004        | 15. Aug. 2005                                     | Ashley Pearce     | Stephen Brady    |
| 55         | 3         | Ausbruch – Teil 1                      | Death By Water (1) | 12. Sep. 2004       | 3. Apr. 2008                                      | Patrick Lau       | Dusty Hughes     |
| 56         | 4         | Ausbruch – Teil 2                      | Death By Water (2) | 13. Sep. 2004       | 3. Apr. 2008                                      | Patrick Lau       | Dusty Hughes     |
| 57         | 5         | Transplantationen – Teil 1             | Nowhere Fast (1)   | 19. Sep. 2004       | 10. Apr. 2008                                     | Danny Hiller      | Richard Holland  |
| 58         | 6         | Transplantationen – Teil 2             | Nowhere Fast (2)   | 20. Sep. 2004       | 10. Apr. 2008                                     | Danny Hiller      | Richard Holland  |
| 59         | 7         | Nur der Tod kennt jeden Namen – Teil 1 | Body 21 (1)        | 25. Sep. 2004       | 17. Apr. 2008                                     | Douglas Mackinnon | Michael Crompton |
| 60         | 8         | Nur der Tod kennt jeden Namen – Teil 2 | Body 21 (2)        | 27. Sep. 2004       | 17. Apr. 2008                                     | Douglas Mackinnon | Michael Crompton |

## Staffel 9
| Nr. (ges.) | Nr. (St.) | Deutscher Titel                       | Originaltitel            | Erstausstrahlung UK | Deutschsprachige Erstausstrahlung (RTL Crime) | Regie         | Drehbuch      |
| ---------- | --------- | ------------------------------------- | ------------------------ | ------------------- | --------------------------------------------- | ------------- | ------------- |
| 61         | 1         | Geister – Teil 1                      | Ghosts (1)               | 25. Juli 2005       | 24. Apr. 2008                                 | Richard Signy | Tony McHale   |
| 62         | 2         | Geister – Teil 2                      | Ghosts (2)               | 26. Juli 2005       | 24. Apr. 2008                                 | Richard Signy | Tony McHale   |
| 63         | 3         | Bitterer Nachgeschmack – Teil 1       | Choices (1)              | 1. Aug. 2005        | 1. Mai 2008                                   | Andy Hay      | Doug Milburn  |
| 64         | 4         | Bitterer Nachgeschmack – Teil 2       | Choices (2)              | 2. Aug. 2005        | 1. Mai 2008                                   | Andy Hay      | Doug Milburn  |
| 65         | 5         | Unterliegt der Sinn dem Tod? – Teil 1 | The Meaning Of Death (1) | 8. Aug. 2005        | 8. Mai 2008                                   | Bryn Higgins  | Rhidian Brook |
| 66         | 6         | Unterliegt der Sinn dem Tod? – Teil 2 | The Meaning Of Death (2) | 10. Aug. 2005       | 8. Mai 2008                                   | Bryn Higgins  | Rhidian Brook |
| 67         | 7         | Manipulation – Teil 1                 | Mind And Body (1)        | 15. Aug. 2005       | 15. Mai 2008                                  | Richard Signy | Jeff Povey    |
| 68         | 8         | Manipulation – Teil 2                 | Mind And Body (2)        | 16. Aug. 2005       | 15. Mai 2008                                  | Richard Signy | Jeff Povey    |

## Staffel 10
| Nr. (ges.) | Nr. (St.) | Deutscher Titel | Originaltitel    | Erstausstrahlung UK | Deutschsprachige Erstausstrahlung () | Regie             | Drehbuch           |
| ---------- | --------- | --------------- | ---------------- | ------------------- | ------------------------------------ | ----------------- | ------------------ |
| 69         | 1         | –               | Cargo (1)        | 16. Juli 2006       | Mär.                                 | Michael Offer     | Doug Milburn       |
| 70         | 2         | –               | Cargo (2)        | 17. Juli 2006       | Mär.                                 | Michael Offer     | Doug Milburn       |
| 71         | 3         | –               | Terminus (1)     | 23. Juli 2006       | Mär.                                 | Alrick Riley      | Jeff Povey         |
| 72         | 4         | –               | Terminus (2)     | 24. Juli 2006       | Mär.                                 | Alrick Riley      | Jeff Povey         |
| 73         | 5         | –               | Body Of Work (1) | 30. Juli 2006       | Mär.                                 | Martyn Friend     | Rhidian Brook      |
| 74         | 6         | –               | Body Of Work (2) | 31. Juli 2006       | Mär.                                 | Martyn Friend     | Rhidian Brook      |
| 75         | 7         | –               | Supernova (1)    | 6. Aug. 2006        | Mär.                                 | Philippa Langdale | Paul Farrell       |
| 76         | 8         | –               | Supernova (2)    | 7. Aug. 2006        | Mär.                                 | Philippa Langdale | Paul Farrell       |
| 77         | 9         | –               | Schism (1)       | 13. Aug. 2006       | Mär.                                 | Nick Renton       | Christian Spurrier |
| 78         | 10        | –               | Schism (2)       | 14. Aug. 2006       | Mär.                                 | Nick Renton       | Christian Spurrier |

## Staffel 11
| Nr. (ges.) | Nr. (St.) | Deutscher Titel | Originaltitel           | Erstausstrahlung UK | Deutschsprachige Erstausstrahlung () | Regie             | Drehbuch           |
| ---------- | --------- | --------------- | ----------------------- | ------------------- | ------------------------------------ | ----------------- | ------------------ |
| 79         | 1         | –               | Apocalypse (1)          | 28. Aug. 2007       | Mär.                                 | Maurice Phillips  | Stephen Davis      |
| 80         | 2         | –               | Apocalypse (2)          | 29. Aug. 2007       | Mär.                                 | Maurice Phillips  | Stephen Davis      |
| 81         | 3         | –               | Suffer The Children (1) | 3. Sep. 2007        | Mär.                                 | Brendan Maher     | Greg Dinner        |
| 82         | 4         | –               | Suffer The Children (2) | 4. Sep. 2007        | Mär.                                 | Brendan Maher     | Greg Dinner        |
| 83         | 5         | –               | Hippocratic Oath (1)    | 10. Sep. 2007       | Mär.                                 | Diarmuid Lawrence | Tony McHale        |
| 84         | 6         | –               | Hippocratic Oath (2)    | 11. Sep. 2007       | Mär.                                 | Diarmuid Lawrence | Tony McHale        |
| 85         | 7         | –               | Double Dare (1)         | 17. Sep. 2007       | Mär.                                 | Maurice Phillips  | Michael Crompton   |
| 86         | 8         | –               | Double Dare (2)         | 18. Sep. 2007       | Mär.                                 | Maurice Phillips  | Michael Crompton   |
| 87         | 9         | –               | Peripheral Vision (1)   | 24. Sep. 2007       | Mär.                                 | Bruce Goodison    | Christian Spurrier |
| 88         | 10        | –               | Peripheral Vision (2)   | 25. Sep. 2007       | Mär.                                 | Bruce Goodison    | Christian Spurrier |

## Staffel 12
| Nr. (ges.) | Nr. (St.) | Deutscher Titel | Originaltitel      | Erstausstrahlung UK | Deutschsprachige Erstausstrahlung () | Regie             | Drehbuch                  |
| ---------- | --------- | --------------- | ------------------ | ------------------- | ------------------------------------ | ----------------- | ------------------------- |
| 89         | 1         | –               | Safe (1)           | 1. Okt. 2008        | Mär.                                 | Susan Tully       | Timothy Prager            |
| 90         | 2         | –               | Safe (2)           | 2. Okt. 2008        | Mär.                                 | Susan Tully       | Timothy Prager            |
| 91         | 3         | –               | Death’s Door (1)   | 8. Okt. 2008        | Mär.                                 | Diarmuid Lawrence | Stephen Davis             |
| 92         | 4         | –               | Death’s Door (2)   | 9. Okt. 2008        | Mär.                                 | Diarmuid Lawrence | Stephen Davis             |
| 93         | 5         | –               | Terror (1)         | 15. Okt. 2008       | Mär.                                 | Alex Pillai       | Michael Crompton          |
| 94         | 6         | –               | Terror (2)         | 16. Okt. 2008       | Mär.                                 | Alex Pillai       | Michael Crompton          |
| 95         | 7         | –               | Judgement (1)      | 22. Okt. 2008       | Mär.                                 | Diarmuid Lawrence | Christian Spurrier        |
| 96         | 8         | –               | Judgement (2)      | 23. Okt. 2008       | Mär.                                 | Diarmuid Lawrence | Christian Spurrier        |
| 97         | 9         | –               | The Lost Child (1) | 29. Okt. 2008       | Mär.                                 | Dudi Appleton     | Dudi Appleton, Jim Keeble |
| 98         | 10        | –               | The Lost Child (2) | 30. Okt. 2008       | Mär.                                 | Dudi Appleton     | Dudi Appleton, Jim Keeble |
| 99         | 11        | –               | Finding Rachel (1) | 5. Nov. 2008        | Mär.                                 | Tim Fywell        | Michael Crompton          |
| 100        | 12        | –               | Finding Rachel (2) | 6. Nov. 2008        | Mär.                                 | Tim Fywell        | Michael Crompton          |

## Staffel 13
| Nr. (ges.) | Nr. (St.) | Deutscher Titel             | Originaltitel | Erstausstrahlung UK | Deutschsprachige Erstausstrahlung (Fox Channel) | Regie               | Drehbuch                  |
| ---------- | --------- | --------------------------- | ------------- | ------------------- | ----------------------------------------------- | ------------------- | ------------------------- |
| 101        | 1         | Tödliche Absicht – Teil 1   | Intent (1)    | 7. Jan. 2010        | 19. Juli 2012                                   | Udayan Prasad       | Timothy Prager            |
| 102        | 2         | Tödliche Absicht – Teil 2   | Intent (2)    | 8. Jan. 2010        | 19. Juli 2012                                   | Udayan Prasad       | Timothy Prager            |
| 103        | 3         | Blutrausch – Teil 1         | Voids (1)     | 14. Jan. 2010       | 26. Juli 2012                                   | Thaddeus O’Sullivan | Ed Whitmore               |
| 104        | 4         | Blutrausch – Teil 2         | Voids (2)     | 15. Jan. 2010       | 26. Juli 2012                                   | Thaddeus O’Sullivan | Ed Whitmore               |
| 105        | 5         | Flucht in den Tod – Teil 1  | Run (1)       | 21. Jan. 2010       | 2. Aug. 2012                                    | Susan Tully         | Andrew Holden             |
| 106        | 6         | Flucht in den Tod – Teil 2  | Run (2)       | 22. Jan. 2010       | 2. Aug. 2012                                    | Susan Tully         | Andrew Holden             |
| 107        | 7         | Sterbende Schatten – Teil 1 | Shadows (1)   | 28. Jan. 2010       | 9. Aug. 2012                                    | Farren Blackburn    | Dudi Appleton, Jim Keeble |
| 108        | 8         | Sterbende Schatten – Teil 2 | Shadows (2)   | 29. Jan. 2010       | 9. Aug. 2012                                    | Farren Blackburn    | Dudi Appleton, Jim Keeble |
| 109        | 9         | Heimatlos – Teil 1          | Home (1)      | 4. Feb. 2010        | 16. Aug. 2012                                   | Paul Wilmshurst     | Michael Crompton          |
| 110        | 10        | Heimatlos – Teil 2          | Home (2)      | 5. Feb. 2010        | 16. Aug. 2012                                   | Paul Wilmshurst     | Michael Crompton          |

## Staffel 14
| Nr. (ges.) | Nr. (St.) | Deutscher Titel                   | Originaltitel      | Erstausstrahlung UK | Deutschsprachige Erstausstrahlung (Fox Channel) | Regie         | Drehbuch                       |
| ---------- | --------- | --------------------------------- | ------------------ | ------------------- | ----------------------------------------------- | ------------- | ------------------------------ |
| 111        | 1         | Ohne Skrupel – Teil 1             | A Guilty Mind (1)  | 3. Jan. 2011        | 4. Okt. 2012                                    | Susan Tully   | Timothy Prager                 |
| 112        | 2         | Ohne Skrupel – Teil 2             | A Guilty Mind (2)  | 4. Jan. 2011        | 4. Okt. 2012                                    | Susan Tully   | Timothy Prager                 |
| 113        | 3         | Zeugen der Vergangenheit – Teil 1 | Lost (1)           | 10. Jan. 2011       | 11. Okt. 2012                                   | Anthony Byrne | Richard Davidson               |
| 114        | 4         | Zeugen der Vergangenheit – Teil 2 | Lost (2)           | 11. Jan. 2011       | 11. Okt. 2012                                   | Anthony Byrne | Richard Davidson               |
| 115        | 5         | Mörderischer Einsatz – Teil 1     | First Casualty (1) | 17. Jan. 2011       | 18. Okt. 2012                                   | Keith Boak    | Michael Crompton, Oliver Brown |
| 116        | 6         | Mörderischer Einsatz – Teil 2     | First Casualty (2) | 18. Jan. 2011       | 18. Okt. 2012                                   | Keith Boak    | Michael Crompton, Oliver Brown |
| 117        | 7         | Blutige Spuren – Teil 1           | Bloodlines (1)     | 24. Jan. 2011       | 25. Okt. 2012                                   | Dudi Appleton | Dudi Appleton, Jim Keeble      |
| 118        | 8         | Blutige Spuren – Teil 2           | Bloodlines (2)     | 25. Jan. 2011       | 25. Okt. 2012                                   | Dudi Appleton | Dudi Appleton, Jim Keeble      |
| 119        | 9         | Verschollen – Teil 1              | The Prodigal (1)   | 31. Jan. 2011       | 1. Nov. 2012                                    | James Strong  | Michael Crompton               |
| 120        | 10        | Verschollen – Teil 2              | The Prodigal (2)   | 1. Feb. 2011        | 1. Nov. 2012                                    | James Strong  | Michael Crompton               |

## Staffel 15
| Nr. (ges.) | Nr. (St.) | Deutscher Titel                 | Originaltitel               | Erstausstrahlung UK | Deutschsprachige Erstausstrahlung (ZDFneo) | Regie          | Drehbuch                  |
| ---------- | --------- | ------------------------------- | --------------------------- | ------------------- | ------------------------------------------ | -------------- | ------------------------- |
| 121        | 1         | Das Phantom – Teil 1            | Death Has No Dominion (1)   | 1. Apr. 2012        | 19. Juli 2014                              | Andy Hay       | Ed Whitmore               |
| 122        | 2         | Das Phantom – Teil 2            | Death Has No Dominion (2)   | 2. Apr. 2012        | 20. Juli 2014                              | Andy Hay       | Ed Whitmore               |
| 123        | 3         | Familiengeheimnisse – Teil 1    | Domestic (1)                | 8. Apr. 2012        | 9. Aug. 2014                               | Anthony Byrne  | Richard Davidson          |
| 124        | 4         | Familiengeheimnisse – Teil 2    | Domestic (2)                | 9. Apr. 2012        | 10. Aug. 2014                              | Anthony Byrne  | Richard Davidson          |
| 125        | 5         | Das verlorene Paradies – Teil 1 | Paradise Lost (1)           | 15. Apr. 2012       | 2. Aug. 2014                               | Edward Bennett | Stephen Davis             |
| 126        | 6         | Das verlorene Paradies – Teil 2 | Paradise Lost (2)           | 16. Apr. 2012       | 3. Aug. 2014                               | Edward Bennett | Stephen Davis             |
| 127        | 7         | Ohne Reue – Teil 1              | Red Hill (1)                | 22. Apr. 2012       | 16. Aug. 2014                              | Andy Hay       | Ed Whitmore               |
| 128        | 8         | Ohne Reue – Teil 2              | Red Hill (2)                | 23. Apr. 2012       | 17. Aug. 2014                              | Andy Hay       | Ed Whitmore               |
| 129        | 9         | Angst – Teil 1                  | Fear (1)                    | 29. Apr. 2012       | 23. Aug. 2014                              | Mike Barker    | Dudi Appleton, Jim Keeble |
| 130        | 10        | Angst – Teil 2                  | Fear (2)                    | 30. Apr. 2012       | 24. Aug. 2014                              | Mike Barker    | Dudi Appleton, Jim Keeble |
| 131        | 11        | Mädchenträume – Teil 1          | And Then I Fell In Love (1) | 19. Aug. 2012       | 26. Juli 2014                              | Keith Boak     | Timothy Prager            |
| 132        | 12        | Mädchenträume – Teil 2          | And Then I Fell In Love (2) | 20. Aug. 2012       | 27. Juli 2014                              | Keith Boak     | Timothy Prager            |

## Staffel 16
| Nr. (ges.) | Nr. (St.) | Deutscher Titel                | Originaltitel       | Erstausstrahlung UK | Deutschsprachige Erstausstrahlung (ZDFneo) | Regie               | Drehbuch                    |
| ---------- | --------- | ------------------------------ | ------------------- | ------------------- | ------------------------------------------ | ------------------- | --------------------------- |
| 133        | 1         | Im Wandel – Teil 1             | Change (1)          | 10. Jan. 2013       | 30. Aug. 2014                              | Timothy Prager      | Anthony Byrne               |
| 134        | 2         | Im Wandel – Teil 2             | Change (2)          | 11. Jan. 2013       | 31. Aug. 2014                              | Anthony Byrne       | Timothy Prager              |
| 135        | 3         | Vertrauen – Teil 1             | Trust (1)           | 17. Jan. 2013       | 6. Sep. 2014                               | Richard Clark       | Richard Davidson            |
| 136        | 4         | Vertrauen – Teil 2             | Trust(2)            | 18. Jan. 2013       | 7. Sep. 2014                               | Richard Clark       | Richard Davidson            |
| 137        | 5         | Wahre Liebe endet nie – Teil 1 | True Love Waits (1) | 24. Jan. 2013       | 13. Sep. 2014                              | Thaddeus O’Sullivan | Tracey Malone & Ed Whitmore |
| 138        | 6         | Wahre Liebe endet nie – Teil 2 | True Love Waits (2) | 25. Jan. 2013       | 14. Sep. 2014                              | Thaddeus O’Sullivan | Tracey Malone & Ed Whitmore |
| 139        | 7         | Das Vermächtnis – Teil 1       | Legacy (1)          | 31. Jan. 2013       | 20. Sep. 2014                              | David Richards      | Stephen Gallagher           |
| 140        | 8         | Das Vermächtnis – Teil 2       | Legacy (2)          | 1. Feb. 2013        | 21. Sep. 2014                              | David Richards      | Stephen Gallagher           |
| 141        | 9         | Zwischen den Welten – Teil 1   | Greater Love (1)    | 7. Feb. 2013        | 27. Sep. 2014                              | Douglas MacKinnon   | Dudi Appleton & Jim Keeble  |
| 142        | 10        | Zwischen den Welten – Teil 2   | Greater Love (2)    | 8. Feb. 2013        | 28. Sep. 2014                              | Douglas MacKinnon   | Dudi Appleton & Jim Keeble  |

## Staffel 17
| Nr. (ges.) | Nr. (St.) | Deutscher Titel           | Originaltitel         | Erstausstrahlung UK | Deutschsprachige Erstausstrahlung (ZDFneo) | Regie                        | Drehbuch        |
| ---------- | --------- | ------------------------- | --------------------- | ------------------- | ------------------------------------------ | ---------------------------- | --------------- |
| 143        | 1         | Tödliches Video – Teil 1  | Commodity (1)         | 2. Jan. 2014        | 2. März 2015                               | Timothy Prager               | Daniel O’Hara   |
| 144        | 2         | Tödliches Video – Teil 2  | Commodity (2)         | 3. Jan. 2014        | 3. März 2015                               | Timothy Prager               | Daniel O’Hara   |
| 145        | 3         | Der Gnadenschuss – Teil 1 | Coup de Grace (1)     | 9. Jan. 2014        | 9. März 2015                               | Graham Mitchell              | David Richards  |
| 146        | 4         | Der Gnadenschuss – Teil 2 | Coup de Grace (2)     | 10. Jan. 2014       | 10. März 2015                              | Graham Mitchell              | David Richards  |
| 147        | 5         | Jagdzeit – Teil 1         | In a Lonely Place (1) | 16. Jan. 2014       | 16. März 2015                              | Ed Whitmore & Tracey Malone  | Craig Viveiros  |
| 148        | 6         | Jagdzeit – Teil 2         | In a Lonely Place (2) | 17. Jan. 2014       | 17. März 2015                              | Ed Whitmore & Tracey Malone  | Craig Viveiros  |
| 149        | 7         | Unterton – Teil 1         | Undertone (1)         | 23. Jan. 2014       | 23. März 2015                              | Ed Whitmore & Declan Croghan | Nicholas Renton |
| 150        | 8         | Unterton – Teil 2         | Undertone (2)         | 24. Jan. 2014       | 24. März 2015                              | Ed Whitmore & Declan Croghan | Nicholas Renton |
| 151        | 9         | Jack’s Bruder – Teil 1    | Fraternity (1)        | 30. Jan. 2014       | 30. März 2015                              | Graham Mitchell              | Dusan Lazarevic |
| 152        | 10        | Jack’s Bruder – Teil 2    | Fraternity (2)        | 31. Jan. 2014       | 31. März 2015                              | Graham Mitchell              | Dusan Lazarevic |

## Staffel 18
| Nr. (ges.) | Nr. (St.) | Deutscher Titel                | Originaltitel           | Erstausstrahlung UK | Deutschsprachige Erstausstrahlung (ZDFneo) | Regie                           | Drehbuch       |
| ---------- | --------- | ------------------------------ | ----------------------- | ------------------- | ------------------------------------------ | ------------------------------- | -------------- |
| 153        | 1         | Außer Kontrolle – Teil 1       | Sniper's Nest (1)       | 6. Jan. 2015        | 13. Feb. 2017                              | Ed Whitmore                     | David Richards |
| 154        | 2         | Außer Kontrolle – Teil 2       | Sniper's Nest (2)       | 7. Jan. 2015        | 14. Feb. 2017                              | Ed Whitmore                     | David Richards |
| 155        | 3         | Gefallene Engel – Teil 1       | Falling Angels (1)      | 12. Jan. 2015       | 20. Feb. 2017                              | Graham Mitchell                 | Craig Viveiros |
| 156        | 4         | Gefallene Engel – Teil 2       | Falling Angels (2)      | 13. Jan. 2015       | 21. Feb. 2017                              | Graham Mitchell                 | Craig Viveiros |
| 157        | 5         | Missbrauch – Teil 1            | Protection (1)          | 19. Jan. 2015       | 27. Feb. 2017                              | Timothy Prager                  | Daniel O’Hara  |
| 158        | 6         | Missbrauch – Teil 2            | Protection (2)          | 20. Jan. 2015       | 28. Feb. 2017                              | Timothy Prager                  | Daniel O’Hara  |
| 159        | 7         | Quadratur des Kreises – Teil 1 | Squaring the Circle (1) | 26. Jan. 2015       | 6. März 2017                               | Matthew Arlidge                 | Marek Losey    |
| 160        | 8         | Quadratur des Kreises – Teil 2 | Squaring the Circle (2) | 27. Jan. 2015       | 7. März 2017                               | Matthew Arlidge                 | Marek Losey    |
| 161        | 9         | Einer von uns – Teil 1         | One of Our Own (1)      | 2. Feb. 2015        | 13. März 2017                              | Tom Butterworth & Chris Hurford | David Drury    |
| 162        | 10        | Einer von uns – Teil 2         | One of Our Own (2)      | 3. Feb. 2015        | 14. März 2017                              | Tom Butterworth & Chris Hurford | David Drury    |

## Staffel 19
| Nr. (ges.) | Nr. (St.) | Deutscher Titel               | Originaltitel      | Erstausstrahlung UK | Deutschsprachige Erstausstrahlung (ZDFneo) | Regie               | Drehbuch                        |
| ---------- | --------- | ----------------------------- | ------------------ | ------------------- | ------------------------------------------ | ------------------- | ------------------------------- |
| 163        | 1         | Viertel vor drei – Teil 1     | After the Fall (1) | 4. Jan. 2016        | 25. Juli 2018                              | David Drury         | Ed Whitmore                     |
| 164        | 2         | Viertel vor drei – Teil 2     | After the Fall (2) | 5. Jan. 2016        | 25. Juli 2018                              | David Drury         | Ed Whitmore                     |
| 165        | 3         | Zeit der Vergeltung – Teil 1  | Flight (1)         | 11. Jan. 2016       | 1. Aug. 2018                               | Richard Senior      | Graham Mitchell                 |
| 166        | 4         | Zeit der Vergeltung – Teil 2  | Flight (2)         | 12. Jan. 2016       | 1. Aug. 2018                               | Richard Senior      | Graham Mitchell                 |
| 167        | 5         | Späte Rache – Teil 1          | Life Licence (1)   | 18. Jan. 2016       | 8. Aug. 2018                               | Mark Everest        | Tom Butterworth & Chris Hurford |
| 168        | 6         | Späte Rache – Teil 2          | Life Licence (2)   | 19. Jan. 2016       | 8. Aug. 2018                               | Mark Everest        | Tom Butterworth & Chris Hurford |
| 169        | 7         | Interne Ermittlungen – Teil 1 | In Plain Sight (1) | 25. Jan. 2016       | 15. Aug. 2018                              | Keith Boak          | Matthew Arlidge & Tracey Malone |
| 170        | 8         | Interne Ermittlungen – Teil 2 | In Plain Sight (2) | 26. Jan. 2016       | 15. Aug. 2018                              | Keith Boak          | Matthew Arlidge & Tracey Malone |
| 171        | 9         | Tödliches Picknick – Teil 1   | River's Edge (1)   | 1. Feb. 2016        | 22. Aug. 2018                              | Thaddeus O’Sullivan | Ed Whitmore                     |
| 172        | 10        | Tödliches Picknick – Teil 2   | River's Edge (2)   | 2. Feb. 2016        | 22. Aug. 2018                              | Thaddeus O’Sullivan | Ed Whitmore                     |

## Staffel 20
| Nr. (ges.) | Nr. (St.) | Deutscher Titel            | Originaltitel   | Erstausstrahlung UK | Deutschsprachige Erstausstrahlung (ZDFneo) | Regie               | Drehbuch                   |
| ---------- | --------- | -------------------------- | --------------- | ------------------- | ------------------------------------------ | ------------------- | -------------------------- |
| 173        | 1         | Auf der Flucht – Teil 1    | Identity (1)    | 2. Jan. 2017        | 29. Aug. 2018                              | Stewart Svaasand    | Timothy Prager             |
| 174        | 2         | Auf der Flucht – Teil 2    | Identity (2)    | 3. Jan. 2017        | 29. Aug. 2018                              | Stewart Svaasand    | Timothy Prager             |
| 175        | 3         | Enthüllungen – Teil 1      | Discovery (1)   | 9. Jan. 2017        | 5. Sep. 2018                               | Thaddeus O’Sullivan | Ed Whitmore                |
| 176        | 4         | Enthüllungen – Teil 2      | Discovery (2)   | 10. Jan. 2017       | 5. Sep. 2018                               | Thaddeus O’Sullivan | Ed Whitmore                |
| 177        | 5         | Erinnerungen – Teil 1      | Remembrance (1) | 16. Jan. 2017       | 12. Sep. 2018                              | David Richards      | Graham Mitchell            |
| 178        | 6         | Erinnerungen – Teil 2      | Remembrance (2) | 18. Jan. 2017       | 12. Sep. 2018                              | David Richards      | Graham Mitchell            |
| 179        | 7         | Freund oder Feind – Teil 1 | Covenant (1)    | 23. Jan. 2017       | 19. Sep. 2018                              | David Drury         | Richard Davidson           |
| 180        | 8         | Freund oder Feind – Teil 2 | Covenant (2)    | 24. Jan. 2017       | 19. Sep. 2018                              | David Drury         | Richard Davidson           |
| 181        | 9         | Erwachen – Teil 1          | Awakening (1)   | 30. Jan. 2017       | 26. Sep. 2018                              | Dudi Appleton       | Dudi Appleton & Jim Keeble |
| 182        | 10        | Erwachen – Teil 2          | Awakening (2)   | 31. Jan. 2017       | 26. Sep. 2018                              | Dudi Appleton       | Dudi Appleton & Jim Keeble |

## Staffel 21
| Nr. (ges.) | Nr. (St.) | Deutscher Titel            | Originaltitel              | Erstausstrahlung UK | Deutschsprachige Erstausstrahlung (ZDFneo) | Regie               | Drehbuch         |
| ---------- | --------- | -------------------------- | -------------------------- | ------------------- | ------------------------------------------ | ------------------- | ---------------- |
| 183        | 1         | Zeit zum Aufgeben – Teil 1 | Moment of Surrender (1)    | 8. Jan. 2018        | 8. Feb. 2019                               | Charles Palmer      | Ed Whitmore      |
| 184        | 2         | Zeit zum Aufgeben – Teil 2 | Moment of Surrender (2)    | 9. Jan. 2018        | 8. Feb. 2019                               | Charles Palmer      | Ed Whitmore      |
| 185        | 3         | Hacker im Visier – Teil 1  | Duty of Candour (1)        | 15. Jan. 2018       | 15. Feb. 2019                              | Destiny Ekaragha    | Matthew Arlidge  |
| 186        | 4         | Hacker im Visier – Teil 2  | Duty of Candour (2)        | 16. Jan. 2018       | 15. Feb. 2019                              | Destiny Ekaragha    | Matthew Arlidge  |
| 187        | 5         | Kalkulierter Mord – Teil 1 | A Special Relationship (1) | 22. Jan. 2018       | 22. Feb. 2019                              | Diarmuid Goggins    | Graham Mitchell  |
| 188        | 6         | Kalkulierter Mord – Teil 2 | A Special Relationship (2) | 23. Jan. 2018       | 23. Feb. 2019                              | Diarmuid Goggins    | Graham Mitchell  |
| 189        | 7         | Nächstenliebe – Teil 1     | One Day (1)                | 29. Jan. 2018       | 1. März 2019                               | Thaddeus O’Sullivan | Timothy Prager   |
| 190        | 8         | Nächstenliebe – Teil 2     | One Day (2)                | 30. Jan. 2018       | 2. März 2019                               | Thaddeus O’Sullivan | Timothy Prager   |
| 191        | 9         | Zwiespalt – Teil 1         | Family (1)                 | 5. Feb. 2018        | 8. März 2019                               | Colin Teague        | Michael Crompton |
| 192        | 10        | Zwiespalt – Teil 2         | Family (2)                 | 7. Feb. 2018        | 8. März 2019                               | Colin Teague        | Michael Crompton |

## Staffel 22
| Nr. (ges.) | Nr. (St.) | Deutscher Titel    | Originaltitel                | Erstausstrahlung UK | Deutschsprachige Erstausstrahlung (ZDFneo) | Regie               | Drehbuch                            |
| ---------- | --------- | ------------------ | ---------------------------- | ------------------- | ------------------------------------------ | ------------------- | ----------------------------------- |
| 193        | 1         | Zwei Seelen (1)    | Two Spirits (1)              | 8. Jan. 2019        | 24. Jan. 2020                              | Diarmuid Goggins    | Graham Mitchell                     |
| 194        | 2         | Zwei Seelen (2)    | Two Spirits (2)              | 9. Jan. 2019        | 24. Jan. 2020                              | Diarmuid Goggins    | Graham Mitchell                     |
| 195        | 3         | Tödliches Meth (1) | Lift Up Your Hearts (1)      | 14. Jan. 2019       | 25. Jan. 2020                              | Thaddeus O’Sullivan | Timothy Prager                      |
| 196        | 4         | Tödliches Meth (2) | Lift Up Your Hearts (2)      | 15. Jan. 2019       | 25. Jan. 2020                              | Thaddeus O’Sullivan | Timothy Prager                      |
| 197        | 5         | Tatort Haut (1)    | To Brighton, to Brighton (1) | 21. Jan. 2019       | 25. Jan. 2020                              | Dominic Leclerc     | Michael Crompton                    |
| 198        | 6         | Tatort Haut (2)    | To Brighton, to Brighton (2) | 22. Jan. 2019       | 25. Jan. 2020                              | Dominic Leclerc     | Michael Crompton                    |
| 199        | 7         | Todesengel (1)     | Death Maker (1)              | 28. Jan. 2019       | 26. Jan. 2020                              | Mary Nighy          | Marteinn Thorisson                  |
| 200        | 8         | Todesengel (2)     | Death Maker (2)              | 29. Jan. 2019       | 26. Jan. 2020                              | Mary Nighy          | Marteinn Thorisson                  |
| 201        | 9         | Sabo-Tage (1)      | Betrayal (1)                 | 4. Feb. 2019        | 26. Jan. 2020                              | Emma Sullivan       | Virginia Gilbert & Michael Crompton |
| 202        | 10        | Sabo-Tage (2)      | Betrayal (2)                 | 5. Feb. 2019        | 26. Jan. 2020                              | Emma Sullivan       | Virginia Gilbert & Michael Crompton |

## Staffel 23
| Nr. (ges.) | Nr. (St.) | Deutscher Titel       | Originaltitel        | Erstausstrahlung UK | Deutschsprachige Erstausstrahlung (ZDFneo) | Regie               | Drehbuch         |
| ---------- | --------- | --------------------- | -------------------- | ------------------- | ------------------------------------------ | ------------------- | ---------------- |
| 203        | 1         | Flug in den Tod (1)   | Deadhead (1)         | 7. Jan. 2020        | 15. Nov. 2020                              | Julia Ford          | Graham Mitchell  |
| 204        | 2         | Flug in den Tod (2)   | Deadhead (2)         | 8. Jan. 2020        | 15. Nov. 2020                              | Julia Ford          | Graham Mitchell  |
| 205        | 3         | Dunkles Geheimnis (1) | Close to Home (1)    | 13. Jan. 2020       | 15. Nov. 2020                              | Thaddeus O’Sullivan | Ed Whitmore      |
| 206        | 4         | Dunkles Geheimnis (2) | Close to Home (2)    | 15. Jan. 2020       | 15. Nov. 2020                              | Thaddeus O’Sullivan | Ed Whitmore      |
| 207        | 5         | Falsche Rache (1)     | Seven Times (1)      | 20. Jan. 2020       | 18. Nov. 2020                              | Kate Saxon          | Timothy Prager   |
| 208        | 6         | Falsche Rache (2)     | Seven Times (2)      | 21. Jan. 2020       | 18. Nov. 2020                              | Kate Saxon          | Timothy Prager   |
| 209        | 7         | Eiskalte Hoffnung (1) | Hope (1)             | 27. Jan. 2020       | 18. Nov. 2020                              | Tracey Larcombe     | Lena Rae         |
| 210        | 8         | Eiskalte Hoffnung (2) | Hope (2)             | 28. Jan. 2020       | 18. Nov. 2020                              | Tracey Larcombe     | Lena Rae         |
| 211        | 9         | Außer Kontrolle (1)   | The Greater Good (1) | 3. Feb. 2020        | 19. Nov. 2020                              | Dominic Leclerc     | Michael Crompton |
| 212        | 10        | Außer Kontrolle (2)   | The Greater Good (2) | 5. Feb. 2020        | 19. Nov. 2020                              | Dominic Leclerc     | Michael Crompton |

## Staffel 24
| Nr. (ges.) | Nr. (St.) | Deutscher Titel | Originaltitel                 | Erstausstrahlung UK | Deutschsprachige Erstausstrahlung () | Regie            | Drehbuch                        |
| ---------- | --------- | --------------- | ----------------------------- | ------------------- | ------------------------------------ | ---------------- | ------------------------------- |
| 213        | 1         | TBA             | Redemption (1)                | 6. Sep. 2021        | TBA                                  | Gordon Anderson  | Lena Rae                        |
| 214        | 2         | TBA             | Redemption (2)                | 7. Sep. 2021        | TBA                                  | Gordon Anderson  | Lena Rae                        |
| 215        | 3         | TBA             | Bad Love (1)                  | 13. Sep. 2021       | TBA                                  | Delyth Thomas    | Susan Everett                   |
| 216        | 4         | TBA             | Bad Love (2)                  | 14. Sep. 2021       | TBA                                  | Delyth Thomas    | Susan Everett                   |
| 217        | 5         | TBA             | Reputations (1)               | 20. Sep. 2021       | TBA                                  | Gordon Anderson  | Lena Rae                        |
| 218        | 6         | TBA             | Reputations (2)               | 21. Sep. 2021       | TBA                                  | Gordon Anderson  | Lena Rae                        |
| 219        | 7         | TBA             | Brother's Keeper (1)          | 27. Sep. 2021       | TBA                                  | Paulette Randall | Pete Hambly, Marteinn Thorisson |
| 220        | 8         | TBA             | Brother's Keeper (2)          | 28. Sep. 2021       | TBA                                  | Paulette Randall | Pete Hambly, Marteinn Thorisson |
| 221        | 9         | TBA             | Matters of Life and Death (1) | 4. Okt. 2021        | TBA                                  | Lawrence Till    | Michael Crompton                |
| 222        | 10        | TBA             | Matters of Life and Death (2) | 5. Okt. 2021        | TBA                                  | Lawrence Till    | Michael Crompton                |

## Staffel 25
| Nr. (ges.) | Nr. (St.) | Deutscher Titel | Originaltitel | Erstausstrahlung UK | Deutschsprachige Erstausstrahlung () | Regie           | Drehbuch        |
| ---------- | --------- | --------------- | ------------- | ------------------- | ------------------------------------ | --------------- | --------------- |
| 223        | 1         | TBA             | History (1)   | 23. Mai 2022        | TBA                                  | Bill Anderson   | Ed Whitmore     |
| 224        | 2         | TBA             | History (2)   | 24. Mai 2022        | TBA                                  | Bill Anderson   | Ed Whitmore     |
| 225        | 3         | TBA             | History (3)   | 30. Mai 2022        | TBA                                  | Tracey Larcombe | Caroline Carver |
| 226        | 4         | TBA             | History (4)   | 31. Mai 2022        | TBA                                  | Tracey Larcombe | Phil Mulryne    |
| 227        | 5         | TBA             | History (5)   | 6. Juni 2022        | TBA                                  | Rob Evans       | Alyn Farrow     |
| 228        | 6         | TBA             | History (6)   | 7. Juni 2022        | TBA                                  | Rob Evans       | Katerina Watson |

## Staffel 26
| Nr. (ges.) | Nr. (St.) | Deutscher Titel | Originaltitel          | Erstausstrahlung UK | Deutschsprachige Erstausstrahlung () | Regie             | Drehbuch                  |
| ---------- | --------- | --------------- | ---------------------- | ------------------- | ------------------------------------ | ----------------- | ------------------------- |
| 229        | 1         | TBA             | The Penitent (1)       | 2. Jan. 2023        | TBA                                  | Dudi Appleton     | Jim Keeble, Dudi Appleton |
| 230        | 2         | TBA             | The Penitent (2)       | 3. Jan. 2023        | TBA                                  | Dudi Appleton     | Jim Keeble, Dudi Appleton |
| 231        | 3         | TBA             | Familiar Faces (1)     | 9. Jan. 2023        | TBA                                  | Max Myers         | Rebecca Wojciechowski     |
| 232        | 4         | TBA             | Familiar Faces (2)     | 10. Jan. 2023       | TBA                                  | Max Myers         | Rebecca Wojciechowski     |
| 233        | 5         | TBA             | Star (1)               | 16. Jan. 2023       | TBA                                  | Bindu De Stoppani | Jim Keeble, Dudi Appleton |
| 234        | 6         | TBA             | Star (2)               | 18. Jan. 2023       | TBA                                  | Bindu De Stoppani | Jim Keeble, Dudi Appleton |
| 235        | 7         | TBA             | Hearts of Darkness (1) | 23. Jan. 2023       | TBA                                  | Christine Lalla   | Michael Crompton          |
| 236        | 8         | TBA             | Hearts of Darkness (2) | 24. Jan. 2023       | TBA                                  | Christine Lalla   | Michael Crompton          |
| 237        | 9         | TBA             | Southbay (1)           | 30. Jan. 2023       | TBA                                  | Toby Frow         | Ed Whitmore               |
| 238        | 10        | TBA             | Southbay (2)           | 31. Jan. 2023       | TBA                                  | Toby Frow         | Ed Whitmore               |

## Staffel 27
| Nr. (ges.) | Nr. (St.) | Deutscher Titel | Originaltitel                | Erstausstrahlung UK | Deutschsprachige Erstausstrahlung () | Regie           | Drehbuch                   |
| ---------- | --------- | --------------- | ---------------------------- | ------------------- | ------------------------------------ | --------------- | -------------------------- |
| 239        | 1         | TBA             | Effective Range (1)          | 8. Jan. 2024        | TBA                                  | Max Myers       | Dudi Appleton, Jim Keeble  |
| 240        | 2         | TBA             | Effective Range (2)          | 9. Jan. 2024        | TBA                                  | Max Myers       | Dudi Appleton, Jim Keeble  |
| 241        | 3         | TBA             | Grievance Culture (1)        | 15. Jan. 2024       | TBA                                  | Tracey Rooney   | Timothy Prager             |
| 242        | 4         | TBA             | Grievance Culture (2)        | 22. Jan. 2024       | TBA                                  | Tracey Rooney   | Timothy Prager             |
| 243        | 5         | TBA             | Invisible (1)                | 29. Jan. 2024       | TBA                                  | Jennie Paddon   | Timothy Prager             |
| 244        | 6         | TBA             | Invisible (2)                | 30. Jan. 2024       | TBA                                  | Jennie Paddon   | Timothy Prager             |
| 245        | 7         | TBA             | Death by a Thousand Hits (1) | 5. Feb. 2024        | TBA                                  | Roberto Bangura | Tracey Malone, Ed Whitmore |
| 246        | 8         | TBA             | Death by a Thousand Hits (2) | 7. Feb. 2024        | TBA                                  | Roberto Bangura | Tracey Malone, Ed Whitmore |
| 247        | 9         | TBA             | King's Cross (1)             | 12. Feb. 2024       | TBA                                  | Toby Frow       | Ed Whitmore                |
| 248        | 10        | TBA             | King's Cross (2)             | 13. Feb. 2024       | TBA                                  | Toby Frow       | Ed Whitmore                |